# Anne Froelick
Anne Froelick Taylor (Hinsdale, 8 de diciembre de 1913-Los Ángeles, 26 de enero de 2010) fue una guionista estadounidense de 1941 a 1950, y posteriormente dramaturga y escritora. Su carrera como guionista acabó cuando fue identificada como comunista por el Comité de Actividades Antiestadounidenses.

## Biografía
La familia de Anne Froelick se trasladó cuando era muy pequeña a Princeton. Allí fue al Smith College antes de trasladarse a Nueva York cuando tenía 19 años para intentar comenzar una carrera de actriz. Al comienzo de su carrera en 1938, Taylor fue al mismo tiempo actriz y modelo. Taylor empezó su carrera como escritora al ser la secretaria de Howard Koch cuando éste escribía para Orson Welles en The Mercury Theatre on the Air. Taylor ayudó a Koch en la adaptación de La guerra de los mundos de H.G. Wells.
Cuando Koch fue contratado por Warner Bros., él quería que el estudio también contratara a Taylor. Después de ayudar a Koch en la reescritura de algunas de las escenas de la película La carta (The Letter), Warner Bros. hizo un contrato a Taylor. Su primer trabajo con créditos fue el drama de 1941 Shining Victory, coescrito con Koch a los que siguieron The Master Race, Pensión histórica (Miss Susie Slagle's), Como viene, se va (Easy Come, Easy Go ) y La envidiosa (Harriet Craig).
Taylor estuvo muy activa en la lucha contra el fascismo, el apoyo a sindicatos y la lucha contra la segregación racial, lo que le llevó a unirse al Partido Comunista y la llevó a incluirla en la lista negra. En 1951, la pertenencia al partido de Taylor hizo que su marido, Philip Taylor, perdiera su trabajo como planificador de fabricación en Lockheed. Alejada del cine, intentó vivir como escritora. Escribió cuatro obras de teatro Storm in the Sun y una novela gráfica Press on Regardless con Fern Mosk, que fue publicada por Simon & Schuster en 1956.